# Malachov
Malachov (deutsch Malachau, ungarisch Malakóperesény – bis 1907 Malakó) ist eine Gemeinde in der Mitte der Slowakei mit 1132 Einwohnern (Stand 31. Dezember 2024) und gehört zum Okres Banská Bystrica, einem Kreis des Banskobystrický kraj.

## Geographie
Die Gemeinde befindet sich am Übergang vom Talkessel Zvolenská kotlina in die Kremnitzer Berge. Durch das Dorf fließt der Bach Malachovský potok, der wenige Kilometer flussabwärts in den Hron mündet. Das Ortszentrum liegt auf einer Höhe von 505 m n.m. und ist fünf Kilometer von Banská Bystrica entfernt.

## Geschichte
Der Ort wurde zum ersten Mal 1327 als Malahow schriftlich erwähnt, 1422 dann als Maleho. Historisch gab es im Dorf starke deutsche Ansiedlung als Folge der deutschen Kolonisierung der ungarischen Bergbaugebiete. In den örtlichen Bergwerken wurden Silber, Eisen und Quecksilber gewonnen. Im 16. Jahrhundert wurde das Dorf von den Türken angegriffen und schließlich 1599 niedergebrannt.
1828 sind 38 Häuser und 205 Einwohner verzeichnet, die vorwiegend in Landwirtschaft beschäftigt waren. Nach 1907 wurde das Dorf Dolné Pršany (damals Alsóperesény) eingegliedert.
Bis 1918 gehörte der im Komitat Sohl liegende Ort zum Königreich Ungarn und kam danach zur Tschechoslowakei beziehungsweise heute Slowakei.
Von 1970 bis 1992 war Malachov Teil der Stadt Banská Bystrica.

## Bevölkerung
| Jahr                | 1994 | 2004     | 2014     | 2024    |
| ------------------- | ---- | -------- | -------- | ------- |
| Anzahl der Personen | 817  | 918      | 1081     | 1132    |
| Unterschied         |      | +12,36 % | +17,75 % | +4,71 % |

| Jahr                | 2023 | 2024    |
| ------------------- | ---- | ------- |
| Anzahl der Personen | 1133 | 1132    |
| Unterschied         |      | −0,08 % |

Ergebnisse nach der Volkszählung 2001 (866 Einwohner):
| Nach Ethnie: - 97,81 % Slowaken - 1,50 % Tschechen - 0,35 % Ukrainer - 0,12 % Magyaren | Nach Konfession: - 42,26 % evangelisch - 27,71 % römisch-katholisch - 23,21 % konfessionslos - 1,04 % keine Angabe |